# Glacier Grand Pacific
Le glacier Grand Pacific est un glacier d'Alaska aux États-Unis, et de Colombie-Britannique au Canada. Long de 40 km, il commence au parc national de Glacier Bay, dans la chaîne Saint-Élie à 11 km du mont Hay et s'étend en direction de l'est en Colombie-Britannique, puis du sud-est sur la frontière entre l'Alaska et le Canada, jusqu'à 109 km de Skagway.
Son nom lui a été donné par John Muir en 1879.